# Muzeul Național al Ungariei

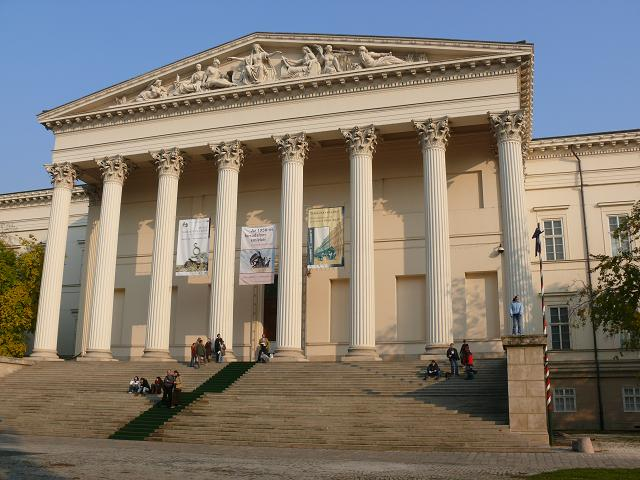
Muzeul Naţional al Ungariei

Muzeul Național Maghiar (în maghiară Magyar Nemzeti Múzeum) a fost fondat în anul 1802 ca instituție de păstrare a memoriei culturale a țării. Clădirea muzeului a fost între anii 1837-1847 la Budapesta după planurile arhitectului Mihály Pollack.

## Istoric

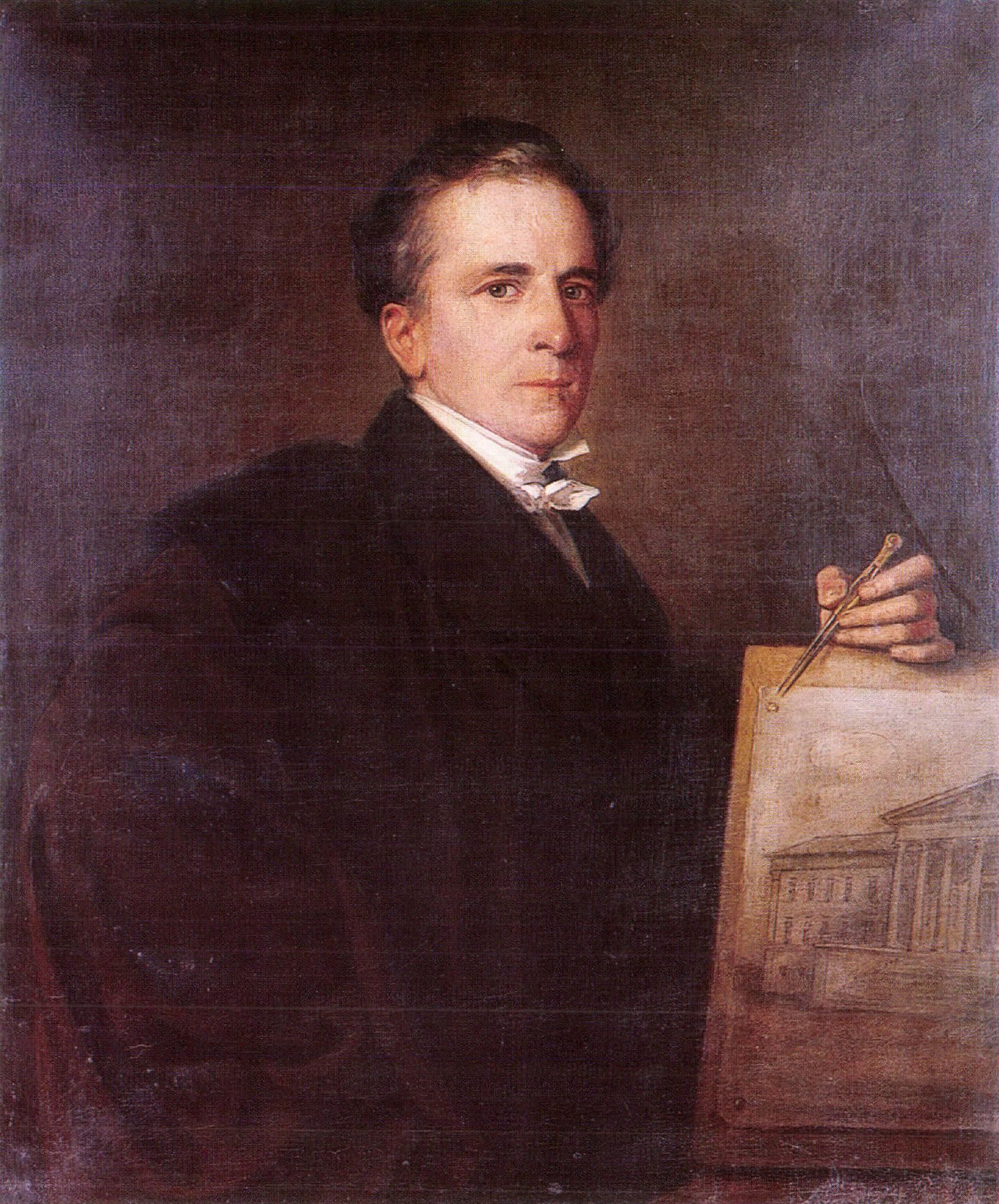
Arhitectul Mihály Pollack (1773-1855), pictură de Mór Than

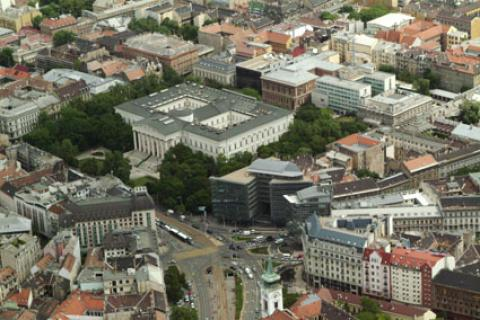
Muzeul văzut de sus

Muzeul Național al Ungariei a fost fondat în anul 1802 atunci când contele Ferenc Széchényi a înființat Biblioteca Națională Széchényi. Acest lucru ar fi fost urmat un an mai târziu de donarea de către soția lui Széchényi a unei colecții de roci minerale. Acest lucru a dus la crearea Muzeului Național al Ungariei ca muzeu de istorie naturală, și nu doar o bibliotecă. În anul 1807 Dieta Ungariei a adoptat o lege cu privire la noile instituții și a cerut națiunii donații pentru sprijinul acestui muzeu.
Parlamentul ungar a ajutat la dezvoltarea și mărirea spațiilor de expunere între anii 1832 - 1834. Astfel, Parlamentul a votat alocarea unui fond de o jumătate de milion de forinți pentru construirea unei clădiri noi pentru muzeu. În acest timp, Muzeul Național de Istorie al Ungariei a fost înființat oficial ca parte integrantă a Muzeului Național al Ungariei. Mai târziu, în 1846, muzeul sa mutat în locația sa actuală Múzeum krt. 14-16. Aici muzeul se află într-o clădire în stil neoclasic proiectată de Mihály Pollack.
Muzeul Național al Ungariei a jucat un rol important în revoluția maghiară din anul 1848. Declanșarea Revoluției a fost cauzată de citirea de către Sándor Petőfi a celor 12 de puncte din faimosul poem „Nemzeti dal” (Imnul Național) pe treptele din față ale muzeului. Acest lucru a identificat muzeul ca o identitate națională majoră pentru Ungaria. În amintirea revoluției s-au adăugat două statui la muzeu. Prima este o statuie a lui János Arany, care a fost inaugurată în 1883. Mai târziu, în 1890 a existat o statuie lângă scările muzeului unde era o placă comemorativă a lui Sándor Petőfi. Astăzi, festivitățile de comemorare a Zilei Naționale din 1848 au loc în fața muzeului.